# U-159 (tàu ngầm Đức) (1941)
U-159 là một tàu ngầm tấn công  Lớp Type IX thuộc phân lớp Type IXC được Hải quân Đức Quốc Xã chế tạo trong Chiến tranh Thế giới thứ hai. Nhập biên chế năm 1941, nó đã thực hiện được năm chuyến tuần tra, đánh chìm được 23 tàu buôn với tổng tải trọng 119.554 GRT, đồng thời gây hư hại cho một tàu buôn khác tải trọng 265 GRT. Trong chuyến tuần tra cuối cùng, U-159 bị một thủy phi cơ PBM Mariner của Hải quân Hoa Kỳ thả mìn sâu đánh chìm trong biển Caribe vào ngày 28 tháng 7, 1943.

## Thiết kế và chế tạo

### Thiết kế
Thiết kế của tàu ngầm Type IXC có kích thước hơi nhỉnh hơn so với phân lớp Type IXB dẫn trước. Chúng có trọng lượng choán nước 1.120 t (1.100 tấn Anh) khi nổi và 1.232 t (1.213 tấn Anh) khi lặn. Con tàu có chiều dài chung 76,76 m (251 ft 10 in), lớp vỏ trong chịu áp lực dài 58,75 m (192 ft 9 in), mạn tàu rộng 6,76 m (22 ft 2 in), chiều cao 9,60 m (31 ft 6 in) và mớn nước 4,70 m (15 ft 5 in).
Chúng trang bị hai động cơ diesel MAN M 9 V 40/46 siêu tăng áp 9-xy lanh 4 thì, tổng công suất 4.400 PS (3.200 kW; 4.300 bhp), dẫn động hai trục chân vịt đường kính 1,92 m (6,3 ft), cho phép đạt tốc độ tối đa 18,3 kn (33,9 km/h), và tầm hoạt động tối đa 13.450 nmi (24.910 km) khi đi tốc độ đường trường 10 kn (19 km/h). Khi đi ngầm dưới nước, chúng sử dụng hai động cơ/máy phát điện Siemens-Schuckert 2 GU 345/34 tổng công suất 1.000 PS (740 kW; 990 shp). Tốc độ tối đa khi lặn là 7,3 kn (13,5 km/h), và tầm hoạt động 63 nmi (117 km) ở tốc độ 4 kn (7,4 km/h). Con tàu có khả năng lặn sâu đến 230 m (750 ft).
Vũ khí trang bị có sáu ống phóng ngư lôi 53,3 cm (21 in), bao gồm bốn ống trước mũi và hai ống phía đuôi, và mang theo tổng cộng 22 quả ngư lôi 53,3 cm (21 in). Tàu ngầm Type IX trang bị một hải pháo 10,5 cm (4,1 in) SK C/32 với 110 quả đạn, một pháo phòng không 3,7 cm (1,5 in) SK C/30 và hai pháo phòng không 2 cm (0,79 in) C/30. Thủy thủ đoàn bao gồm 4 sĩ quan và 44 thủy thủ.

### Chế tạo
U-159 được đặt hàng vào ngày 23 tháng 12, 1939, và được đặt lườn tại xưởng tàu AG Weser của hãng DeSchiMAG ở Bremen vào ngày 11 tháng 11, 1940. Nó được hạ thủy vào ngày 1 tháng 7, 1941, và nhập biên chế cùng Hải quân Đức Quốc Xã vào ngày 4 tháng 10, 1941 dưới quyền chỉ huy của Hạm trưởng, Đại úy Hải quân Helmut Witte.

## Lịch sử hoạt động
Sau khi hoàn tất việc chạy thử máy và huấn luyện trong thành phần Chi hạm đội U-boat 4, U-159 được điều sang Chi hạm đội U-boat 10 từ ngày 1 tháng 5, 1942 để hoạt động trên tuyến đầu cho đến khi bị mất.

### 1942

#### Chuyến tuần tra thứ nhất
U-159 xuất phát từ cảng Kiel, Đức vào ngày 22 tháng 4, 1942 cho chuyến tuần tra đầu tiên trong chiến tranh. Nó tiến ra Bắc Hải, rồi băng qua khe GI-UK giữa các quần đảo Shetland và Faroe để vòng qua quần đảo Anh, và hoạt động tại vùng biển Bắc Đại Tây Dương về phía Tây Ireland (Khu vực Tiếp cận phía Tây). Chiếc U-boat không đánh chìm được mục tiêu nào, nên đã kết thúc chuyến tuần tra tại cảng Lorient bên bờ Đại Tây Dương của Pháp đã bị Đức chiếm đóng vào ngày 3 tháng 5. Cảng Lorient trở thành căn cứ hoạt động chính của chiếc tàu ngầm cho đến khi nó bị mất.

### 1943

#### Chuyến tuần tra thứ năm – Bị mất

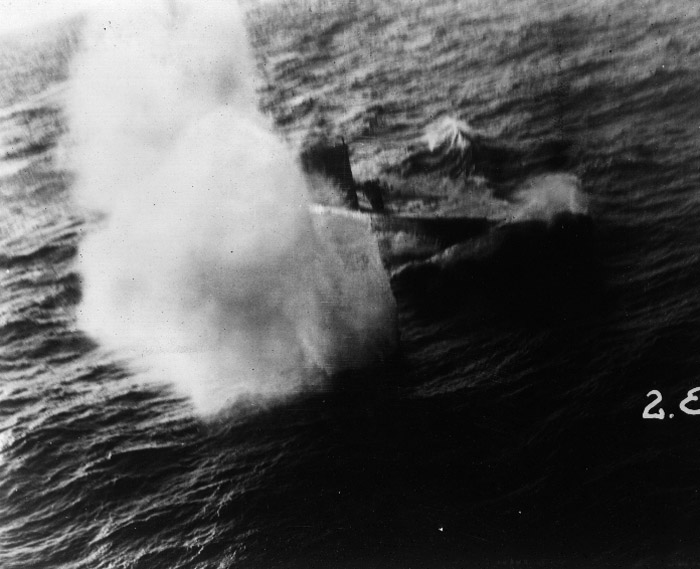
U-159 bị tấn công và đánh chìm bởi một thủy phi cơ PBM Mariner thuộc Liên đội VP-32, ngày 28 tháng 7, 1943.

U-159 khởi hành từ Lorient vào ngày 12 tháng 6 cho chuyến tuần tra thứ năm, cũng là chuyến cuối cùng; nó vượt qua suốt Đại Tây Dương để hoạt động tại khu vực Trung Mỹ. Tại đây vào ngày 28 tháng 7, 1943, nó bị một thủy phi cơ PBM Mariner thuộc Liên đội VP-32 Hải quân Hoa Kỳ thả mìn sâu đánh chìm trong biển Caribe về phía Đông Nam Haiti, tại tọa độ 15°57′B 68°30′T / 15,95°B 68,5°T. Toàn bộ 53 thành viên thủy thủ đoàn của chiếc U-boat đều đã tử trận.

### "Bầy sói" tham gia
U-159 từng tham gia hai bầy sói:
- Wohlgemut (12 – 22 tháng 3, 1943)
- Seeräuber (25 – 30 tháng 3, 1943)

### Tóm tắt chiến công
U-159 đã đánh chìm được 23 tàu buôn với tổng tải trọng 119.554 GRT, đồng thời gây hư hại cho một tàu buôn khác tải trọng 265 GRT:
| Ngày              | Tên tàu          | Quốc tịch      | Tải trọng | Số phận      |
| ----------------- | ---------------- | -------------- | --------- | ------------ |
| 21 tháng 5, 1942  | Montenol         | United Kingdom | 2,646     | Bị đánh chìm |
| 21 tháng 5, 1942  | New Brunswick    | United Kingdom | 6.529     | Bị đánh chìm |
| 2 tháng 6, 1942   | Illinois         | United States  | 5.447     | Bị đánh chìm |
| 5 tháng 6, 1942   | Paracury         | Brazil         | 265       | Bị hư hại    |
| 5 tháng 6, 1942   | Sally            | Honduras       | 150       | Bị đánh chìm |
| 7 tháng 6, 1942   | Edith            | United States  | 3.382     | Bị đánh chìm |
| 11 tháng 6, 1942  | Fort Good Hope   | United Kingdom | 7.130     | Bị đánh chìm |
| 13 tháng 6, 1942  | Sixaola          | United States  | 4.693     | Bị đánh chìm |
| 13 tháng 6, 1942  | Solon Turman     | United States  | 6.762     | Bị đánh chìm |
| 18 tháng 6, 1942  | Flora            | Netherlands    | 1.417     | Bị đánh chìm |
| 19 tháng 6, 1942  | Ante Matkovic    | Yugoslavia     | 2.710     | Bị đánh chìm |
| 22 tháng 6, 1942  | E.J. Sadler      | United States  | 9.639     | Bị đánh chìm |
| 7 tháng 10, 1942  | Boringia         | United Kingdom | 5.821     | Bị đánh chìm |
| 8 tháng 10, 1942  | Clan Mactavish   | United Kingdom | 7.631     | Bị đánh chìm |
| 9 tháng 10, 1942  | Coloradan        | United States  | 6.557     | Bị đánh chìm |
| 13 tháng 10, 1942 | Empire Nomad     | United Kingdom | 7.167     | Bị đánh chìm |
| 29 tháng 10, 1942 | Laplace          | United Kingdom | 7.327     | Bị đánh chìm |
| 29 tháng 10, 1942 | Ross             | United Kingdom | 4.978     | Bị đánh chìm |
| 7 tháng 11, 1942  | La Salle         | United States  | 5.462     | Bị đánh chìm |
| 13 tháng 11, 1942 | Star of Scotland | United States  | 2.290     | Bị đánh chìm |
| 13 tháng 11, 1942 | City of Bombay   | United Kingdom | 7.140     | Bị đánh chìm |
| 15 tháng 12, 1942 | Star of Suez     | Egypt          | 4.999     | Bị đánh chìm |
| 16 tháng 12, 1942 | East Wales       | United Kingdom | 4.358     | Bị đánh chìm |
| 28 tháng 3, 1943  | Silverbeech      | United Kingdom | 5.319     | Bị đánh chìm |